# 廷寧湖

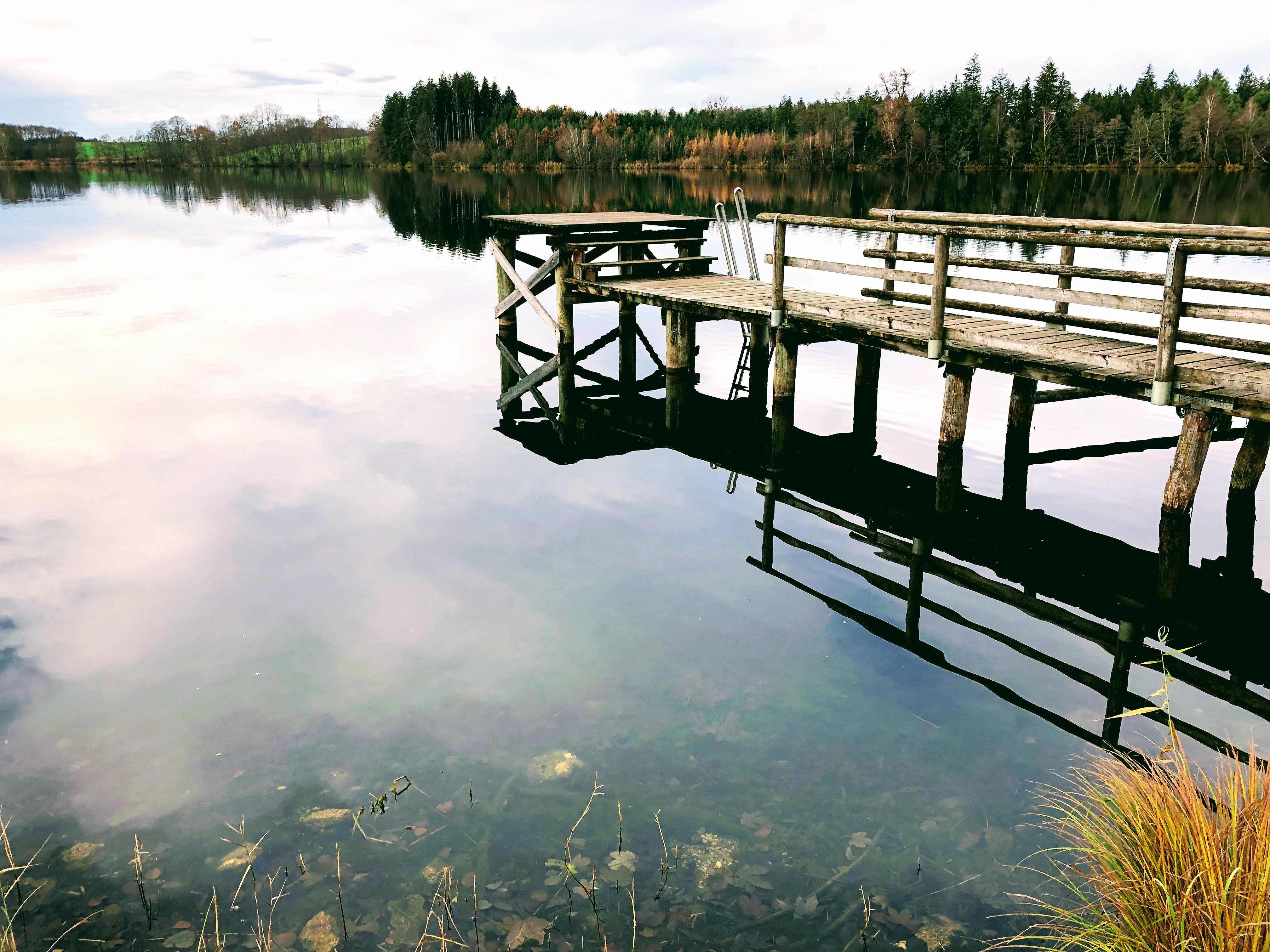

47°49′28″N 12°12′18″E / 47.82436°N 12.20508°E
廷寧湖（德語：Tinninger See），是德國的湖泊，位於該國東南部，由巴伐利亞州負責管轄，長0.7公里、寬0.5公里，海拔高度478米，最大水深4米，每年平均降雨量1,847毫米。